# Nicholiella
Nicholiella (лат.) — род полужесткокрылых насекомых-кокцид подсемейства Ancepaspidinae из семейства щитовки (Diaspididae).

## Распространение
Северная Америка.

## Описание
Мелкие щитовки (длина взрослой особи менее 1 мм, самка Nicholiella digitata имеет длину менее 0,5 мм). Nicholiella bumeliae питается на растениях семейства сапотовые. На Nicholiella digitata паразитируют септобазидиевые грибы.

## Классификация
Род был впервые выделен в 1941 году. Феррис (1941) предполагал, что существует какая-то связь с Nicholiella и Fissuraspis и Pelliculaspis. Есть определённое сходство в некоторых признаках, которое наводит на мысль о связи, но, безусловно, детали строения как 2-й стадии, так и взрослой самки представляют такое разнообразие, что в настоящее время кажется неоправданным помещать эти виды в один род.
- Nicholiella bumeliae Ferris, 1941 — США[4]
- Nicholiella digitata Ferris, 1943 — Мексика[5]